# Wasserkraftwerk Emmer-Stausee
Das Wasserkraftwerk Emmer-Stausee liegt an der Emmer im Kreis Lippe in Ostwestfalen-Lippe.

## Entstehungsgeschichte
Der Fluss Emmer wurde im Jahr 1983 zwischen Schieder und Harzberg zum Schiedersee (Emmerstausee) gestaut. An der Staumauer ergab sich eine Wasserhöhendifferenz von rund 10 Metern zwischen Seehöhe und abfließendem Fluss. Im Jahr 1996 errichtete das Energieversorgungsunternehmen Wesertal ein vollautomatisch arbeitendes Wasserkraftwerk mit einer Leistung von 0,3 Megawatt. Heute betreibt der Nachfolgebetreiber von Wesertal, die  Energieservice Westfalen Weser GmbH die Anlage. Ein großer Teil des Wassers der Emmer passiert hier die Turbine und wird zur Stromgewinnung genutzt. Der restliche Teil wird über das hydraulisch steuerbare Wehr ohne energetische Nutzung abgelassen.

## Das Kraftwerk heute
Die Kraftwerksanlage liegt etwas versteckt, aber unmittelbar an der Staumauer, auf der vom See abgewandten Seite und kann ganztägig kostenlos besichtigt werden.
Seit dem 8. Mai 2015 fließt die Emmer durch ein künstlich geschaffenes Flussbett (sog. „Umflut“), nördlich am Emmer-Stausee vorbei. Damit wurde dem Kraftwerk die notwendige Lebensader entzogen und es ist abgeschaltet.